# Zenon Ciemniejewski
Zenon Ciemniejewski, ps. „Aleks”, „Modrzew”, „Zenon Bosiacki” (ur. 22 grudnia 1913 w Poznaniu, zm. 27 lipca 1943 tamże) – podchorąży Wojska Polskiego, działacz Stronnictwa Narodowego, współzałożyciel NOB, konfident Gestapo.

## Życiorys
Zenon Ciemniejewski, syn Edmunda – szewca i Marii, ukończył szkołę powszechną w Poznaniu. Egzamin dojrzałości zdał w Koninie. W 1936 roku został powołany na Dywizyjny Kurs Podchorążych, odbył następnie praktykę w 61 pułku piechoty w Bydgoszczy, uzyskując stopień kaprala podchorążego. Rozpoczął studia prawnicze na Uniwersytecie Poznańskim, których nie skończył. W 1937 roku został zatrudniony w Zarządzie Miejskim w Poznaniu. Był aktywnym działaczem SN w dzielnicy Jeżyce.
1 września 1939 r. został powołany na wojnę, ale w połowie września zdezerterował i wrócił do Poznania. W listopadzie 1939 nawiązał kontakt z Antonim Wolniewiczem. Ten upoważnił go do zorganizowania redakcji pisma „Polska Narodowa”. Ciemniejewski uczestniczył 16 listopada 1939 r. w zebraniu powołującym NOB. Odprawy sztabu organizacji odbywały się w lokalu Leona Białego.
Ciemniejewski już w grudniu 1939 roku nawiązał kontakty z komisarzem Ludwigiem Braunem z gestapo w Poznaniu. „Aleks” zadeklarował gotowość współpracy w zwalczaniu polskich organizacji konspiracyjnych. W tym samym miesiącu zdekonspirował piwiarnię Białego. Wobec Ciemniejewskiego wysunięto podejrzenia, w związku z czym wydział propagandy wraz z drukarniami „Polski Narodowej” przejął Marian Frankowski. Słuszne podejrzenia zostały jednak zbagatelizowane. W połowie 1940 roku „Aleks” dostarczył gestapo informacje dotyczące większości członków kierownictwa NOB, a także instrukcje organizacji i inne dokumenty. Pozorując pełną lojalność otrzymał od Wolniewicza funkcję inspektora NOB dla rejonu obejmującego Nowy Tomyśl, Wolsztyn, Kościan oraz Śrem.
Przez gestapo Ciemniejewski kierowany był do rozpoznania polskiej konspiracji w Bydgoszczy, Inowrocławiu, Grudziądzu. W listopadzie 1941 roku został wpisany na volkslistę. Ujawnił dla potrzeb gestapo struktury organizacyjne NOB w Poznaniu, Ostrowie Wielkopolskim, Jarocinie, Gostyniu, Środzie Wielkopolskiej, Śremie i w Dolsku. W 1942 r. doprowadził do aresztowania porucznika Tadeusza Janowskiego i majora Jerzego Kurpisza z Okręgu Poznańskiego AK.
W 1943 dopuścił się kradzieży zbiorów filatelistycznych. Został zatrzymany i poddany przez gestapo ciężkiemu śledztwu. Zmarł w Domu Żołnierza 27 lipca 1943 roku.